# Battaglia di Compiègne (715)
La battaglia di Compiègne fu la prima battaglia della guerra civile franca, che scoppiò dopo la morte del maggiordomo di tutti i regni Franchi Pipino di Herstal, avvenuta nel dicembre del 714. Dagoberto III, re dei Franchi, nominò maggiordomo di Neustria Ragenfrido in opposizione a Teodoaldo, di 6 anni, il nipote di Pipino.
Dato che la vedova di Pipino e nonna di Teodoaldo, Plectrude, si opponeva, Ragenfrido, nell'estate del 715 spinse i Neustriani ad attaccare l'Austrasia. Lo scontro avvenne a Compiègne e Ragenfrido riportò una netta vittoria; Teodoaldo si rifugiò dalla nonna a Colonia.
Secondo il Liber Historiae Francorum, Teodoaldo perse la sua giovane vita in questi avvenimenti, mentre per altri visse ancora molti anni.
Dagoberto III morì, all'età di 16 anni, ed il nuovo re, Chilperico II, confermò Ragenfrido maggiordomo di Neustria
Nel frattempo Carlo Martello, figlio illegittimo di Pipino, riuscì a fuggire dalla prigione di Colonia dove era stato rinchiuso da Plectrude e venne eletto dai nobili Austrasiani maggiordomo d'Austrasia.
Plectrude, invece, si trovò chiusa in Colonia con l'appoggio di parte degli Austrasiani.
Lo scontro era diventato a tre.